# Hugh Evan-Thomas
Pour les articles homonymes, voir Hugh Thomas (homonymie), Evan et Thomas.
Hugh Evan-Thomas est un Amiral britannique né le 27 octobre 1862 à Neath et mort le 30 août 1928 à Cople. Il intègre la Royal Navy en 1877 et se comporte en élève officier modèle, recevant plusieurs témoignages de satisfaction. Il commande son premier navire en 1900, puis alterne avec des postes à l'Amirauté, parmi lesquels commandant du Britannia Royal Naval College. En 1915, il reçoit le commandement du 5th Battle Squadron qui comprend les cuirassés les plus rapides de la Royal Navy, ceux de la classe Queen Elizabeth. Il participe alors à la bataille du Jutland en juin 1916, durant laquelle il joue un rôle important malgré lui, échouant à suivre les croiseurs de bataille de Beatty dans la mêlée, entraînant ainsi de lourdes pertes côté britannique.